# Tramway de Medellín
Le tramway de Medellin ou Tramway d'Ayacucho  est un système de transport en commun de la ville de  Medellin en Colombie. Le réseau inauguré en 2016 est constitué d'une ligne unique longue de 4,3 kilomètres comprenant 9 arrêts. Il utilise des tramways sur pneumatiques du constructeur français Translohr de type STE5 à 5 voitures.